# Локомотив (стадіон, Київ)
Стадіон «Локомотив» — футбольний стадіон у Києві, домашня арена однойменного футбольного клубу. Відкритий 2 серпня 1925 року на місці стадіону для ігор працівників залізничного вокзалу, сучасну назву отримав у жовтні 1935 року. Розрахований на 1631 глядача, місця для яких обладнано індивідуальними пластиковими сидіннями. Має штучне покриття газону та вежі штучного освітлення. За одними з воріт основного поля розташований додатковий футбольний майданчик менших розмірів.

## Історія

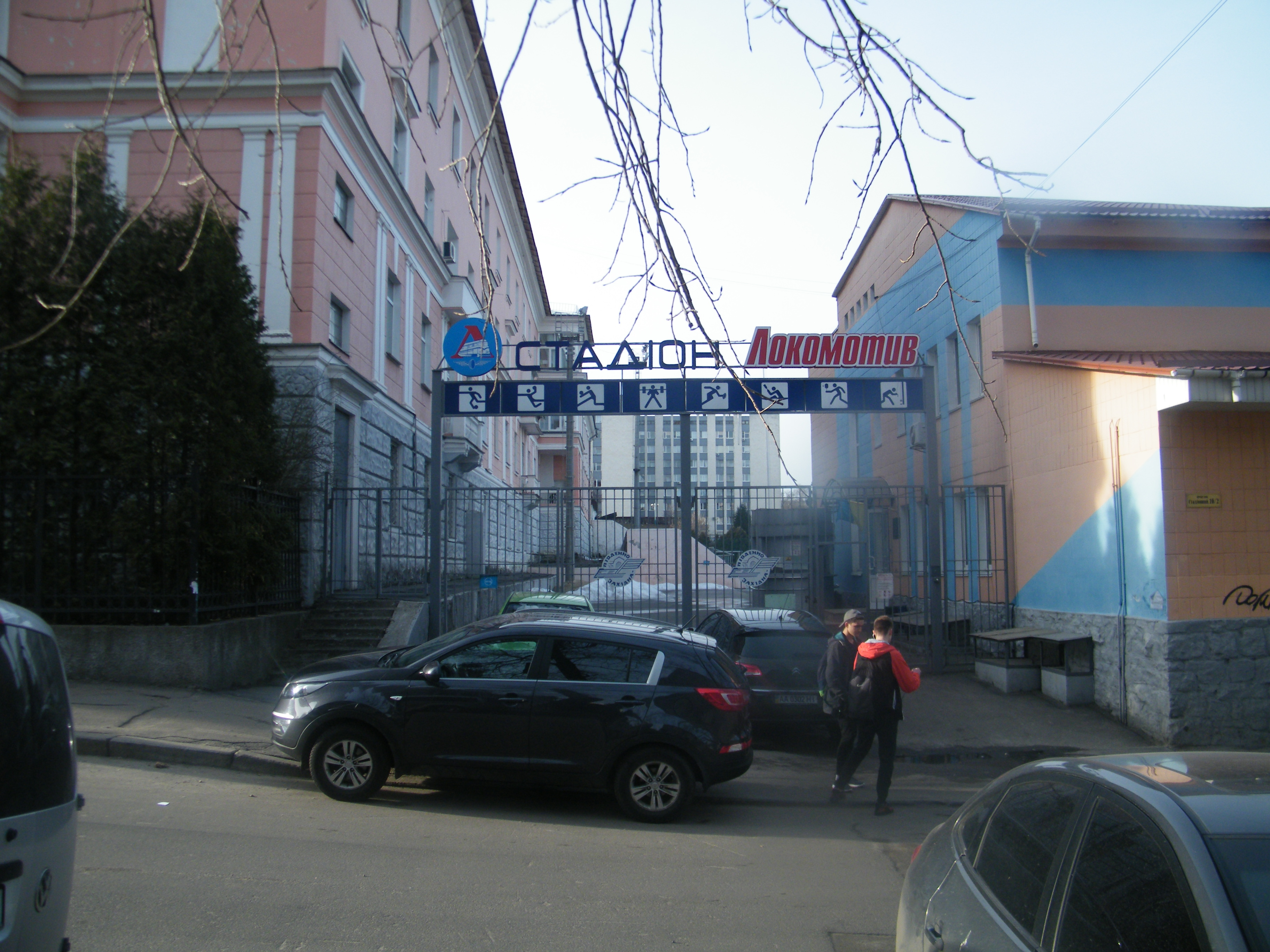
Вхід до стадіону

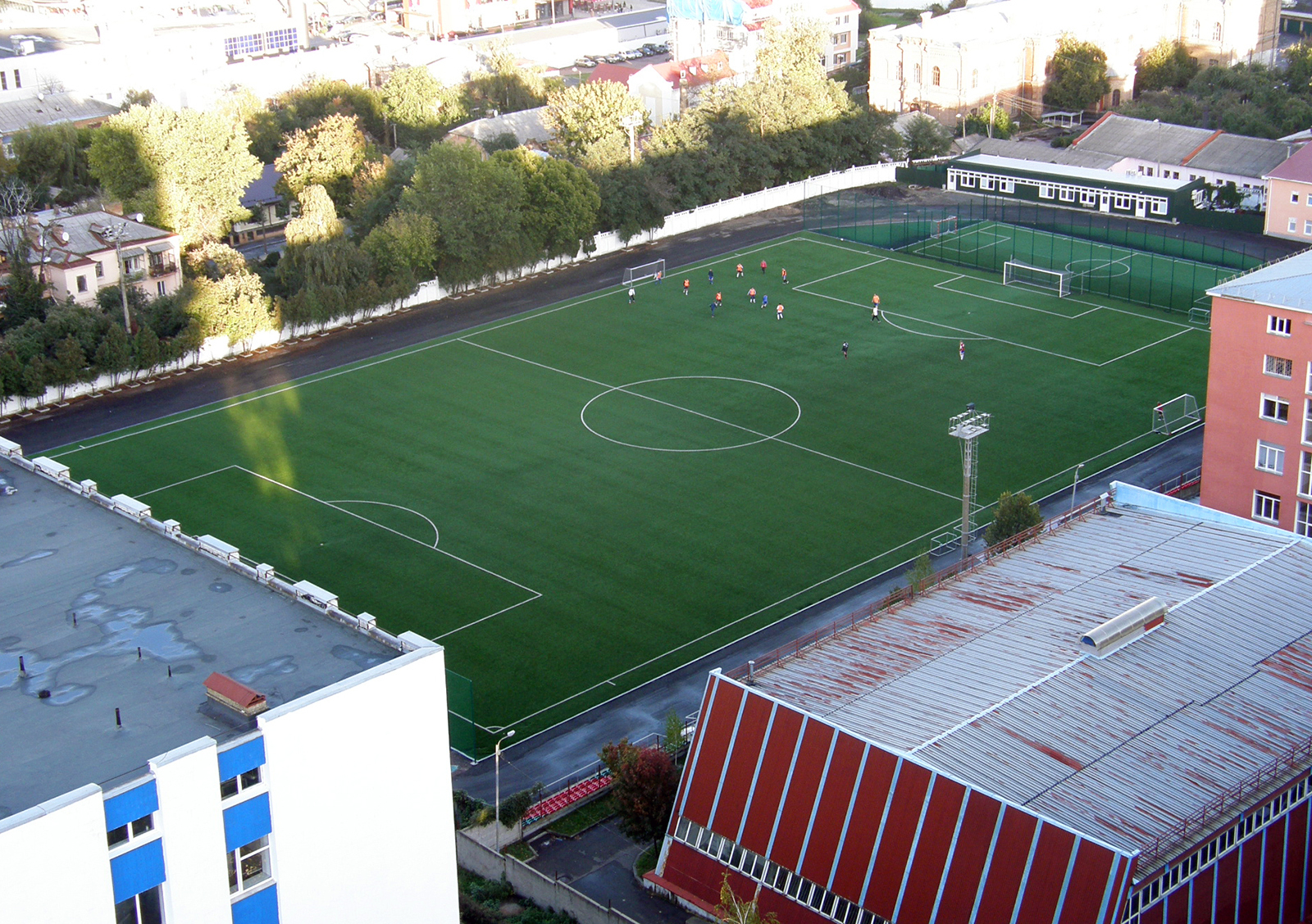
Вигляд на стадіон згори

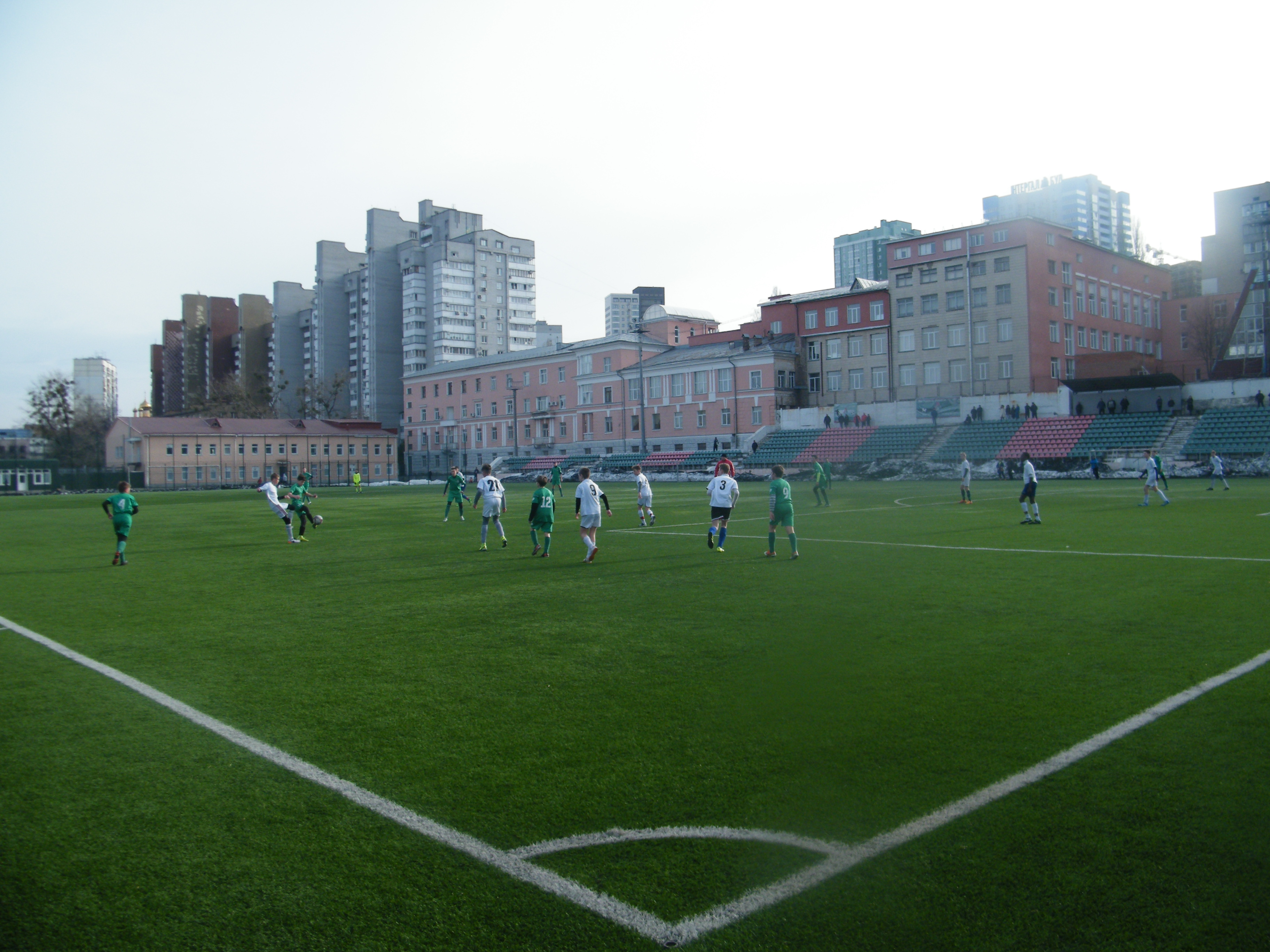
Вигляд на трибуни

З 1919 року на місці сучасного стадіону «Локомотив» існував майданчик для проведення ігор серед робітників та службовців київського залізничного вокзалу. 2 серпня 1925 року було офіційно відкрито новий стадіон для команди «Желдор», що була на той час однією з найсильніших у Києві. Про це було офіційно повідомлено у газеті «Вісник фізичної культури» (№ 10 за жовтень 1925 року):
|  | Новий стадіон залізничників. 2 серпня на кордонах робітничих околиць міста, серед залізничної колонії, урочисто відкрився зразковий стадіон залізничників Київського вузла… Оригінальний текст (рос.) Новый стадион железнодорожников.2 августа на границах рабочих окраин города, среди железнодорожной колонии, торжественно открылся образцовый стадион железнодорожников Киевского узла… |

Майже два роки стадіон не мав конкретної назви і зазвичай називався «Желдором», однак у 1927 році його офіційно нарекли «Червоним залізничним стадіоном». Першої серйозної реконструкції арена зазнала у 1933–1934 роках, коли було добудовано трибуни на 10 000 місць.
Наприкінці 1935 року на з'їзді фізкультурників Південно-Західної залізниці було прийняте рішення про створення ДСТ «Локомотив», згідно з яким нові назви отримали і футбольна команда, і стадіон. У 1938 році на «Локомотиві» проводилися матчі найвищого дивізіону чемпіонату СРСР з футболу.
Після втрати командою професійного статусу у 1947 році арена приймала переважно змагання на першість Києва, а також слугувала базою для підготовки молодих футболістів у ДЮФК «Локомотив». На початку XXI століття стадіон перебував на грані зникнення, існувала ймовірність побудови на його місці елітного фітнес-центру, однак у 2011–2012 роках була завершена його реконструкція, під час якої стадіон отримав зручні пластикові сидіння на трибунах та новітнє штучне покриття газону моделі Limonta MAX S 60. Окрім основного поля розміром 104×68 м за одними з воріт розміщений додатковий майданчик меншого розміру зі штучним покриттям. Навколо поля обладнано бігові доріжки.
У січні 2022 року «Укрзалізниця» реконструювала спортивний зал стадіону, наступного місяця розпочалося повномасштабне вторгнення Росії в Україну.

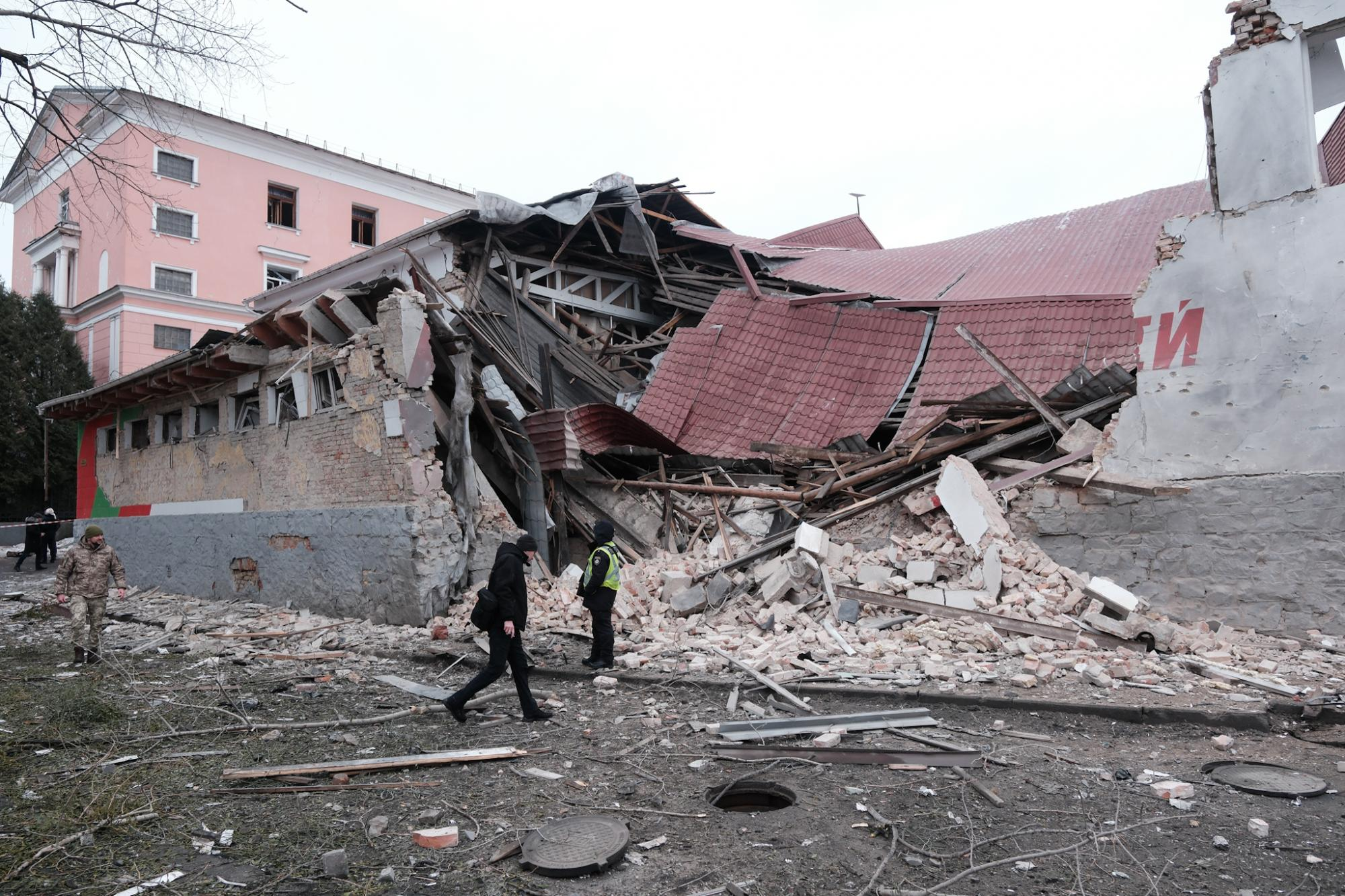
Наслідки російського обстрілу

23 січня 2024 року внаслідок російської ракетної атаки знищено головний корпус, в якому знаходились роздягальні, спортивний зал та адмінкорпус футбольного клубу Локомотив.
У вересні 2024 року «Укрзалізниця» представила проєкт реконструкції спорткомплексу, розроблений урбан-бюро Big City Lab та PUPA, проєкт отримав назву «ЛокоСіті». 2 серпня 2025 року, у день 100-річчя стадіону «Локомотив», «Укрзалізниця» оголосила про початок першого етапу реконструкції стадіону.